# Paul-Louis Bondis
Paul-Louis Bondis, francoski general, * 1895, † 1986.